# UCI-Mountainbike-Eliminator-Weltcup 2017
Beim UCI-Mountainbike-Eliminator-Weltcup 2017 wurden durch die Union Cycliste Internationale die Weltcupsieger im Cross-Country Eliminator ermittelt. Der Weltcup wurde erstmals als eigenständige Rennserie organisiert.

## Ablauf
Nachdem Eliminator-Wettbewerbe von 2012 bis 2014 im Rahmen des UCI-Mountainbike-Weltcups stattgefunden hatten, waren sie 2015 wieder aus dem Programm gestrichen worden. Anfang 2017 belebte die UCI die Wettkämpfe aufs Neue, nunmehr als eigenständige Wettkampfserie. Ursprünglich waren acht Läufe angekündigt, darunter zwei in Bangkok und Beirut, die letztlich nicht stattfanden. Das Programm bestand damit aus folgenden sechs Veranstaltungen:
- Volterra: 6. Mai
- Columbus: 4. Juni
- Waregem: 25. Juni
- Winterberg: 27. August
- Apeldoorn: 3. September
- Antwerpen: 24. September

Eine signifikante Änderung bestand darin, dass die Läufe nicht mehr wie zuvor auf naturnahen Kursen, sondern auf künstlich aufgebauten Kursen in urbanen Zentren stattfinden sollten. In Apeldoorn etwa war das Rennen auf dem Marktplatz, während in Winterberg der Kurpark als Schauplatz diente.
An den ersten beiden Rennen von Volterra und Columbus waren nur die Männer beteiligt. In den restlichen Runden gab es je eine Konkurrenz für Frauen und für Männer. Ein Sieg wurde mit 60 Punkten im Gesamtklassement belohnt.

## Männer
| # | Datum         | Ort        | Erster             | Zweiter               | Dritter        |
| - | ------------- | ---------- | ------------------ | --------------------- | -------------- |
| 1 | 6. Mai        | Volterra   | Lorenzo Serres     | Alberto Mingorance    | Jeroen van Eck |
| 2 | 4. Juni       | Columbus   | Simon Rogier       | Alberto Mingorance    | Seth Kemp      |
| 3 | 25. Juni      | Waregem    | Simon Gegenheimer  | Titouan Perrin-Ganier | Dominik Prudek |
| 4 | 27. August    | Winterberg | Torjus Bern Hansen | Titouan Perrin-Ganier | Jeroen van Eck |
| 5 | 3. September  | Apeldoorn  | Simon Gegenheimer  | Alberto Mingorance    | Lehvi Braam    |
| 6 | 24. September | Antwerpen  | Hugo Briatta       | Simon Gegenheimer     | Lorenzo Serres |

Gesamtwertung
| Platz | Name                  | Punkte |
| ----- | --------------------- | ------ |
| 1     | Simon Gegenheimer     | 200    |
| 2     | Lorenzo Serres        | 176    |
| 3     | Alberto Mingorance    | 175    |
| 4     | Simon Rogier          | 119    |
| 5     | Titouan Perrin-Ganier | 114    |
| 6     | Jeroen van Eck        | 104    |

## Frauen
| # | Datum         | Ort        | Erste               | Zweite              | Dritte            |
| - | ------------- | ---------- | ------------------- | ------------------- | ----------------- |
| 1 | 6. Mai        | Volterra   | nicht ausgetragen   | nicht ausgetragen   | nicht ausgetragen |
| 2 | 4. Juni       | Columbus   | nicht ausgetragen   | nicht ausgetragen   | nicht ausgetragen |
| 3 | 25. Juni      | Waregem    | Lizzy Witlox        | Ingrid Bøe Jacobsen | Didi de Vries     |
| 4 | 27. August    | Winterberg | Ingrid Bøe Jacobsen | Lizzy Witlox        | Aline Seitz       |
| 5 | 3. September  | Apeldoorn  | Coline Clauzure     | Lizzy Witlox        | Maaike de Huij    |
| 6 | 24. September | Antwerpen  | Lizzy Witlox        | Aline Seitz         | Perrine Clauzel   |

Gesamtwertung
| Platz | Name                | Punkte |
| ----- | ------------------- | ------ |
| 1     | Lizzy Witlox        | 200    |
| 2     | Ingrid Bøe Jacobsen | 130    |
| 3     | Coline Clauzure     | 110    |
| 4     | Aline Seitz         | 70     |
| 5     | Majlen Müller       | 59     |
| 6     | Fien Lammertyn      | 46     |